# Tony Dunst
Tony George Dunst (álnéven: Bond18; Wisconsin, 1984. október 17. —) amerikai televíziós műsorvezető és profi pókerjátékos. A póker világában széles körben ismert, elsősorban a World Poker Tour egyik vezető kommentátoraként és játékosként elért sikerei révén. Jelenlegi vagyona 8,5 millió dollár.

## A kezdetek
Wisconsin államban született és nőtt fel. A póker iránti szenvedélye fiatal korában alakult ki, és az online póker térhódításával kezdett komolyabban foglalkozni a játékkal. Később Las Vegasba költözött, hogy teljes munkaidőben pókeresként éljen.

## Pókerkarrier
Számos sikeres szereplést könyvelhet el a póker világában. Kétszeres World Series of Poker (WSOP) karkötőnyertes, és több WPT-verseny döntő asztalán is szerepelt. Az egyik legnagyobb sikerét 2016-ban érte el, amikor megnyerte a WPT Caribbean főversenyét. Több millió dolláros nyereményt halmozott fel élő és online tornákon egyaránt.

## Televíziós szereplések
Memcsak a pókerasztaloknál, hanem a televízió képernyőjén is kiemelkedő szerepet tölt be. 2010-ben csatlakozott a World Poker Tour csapatához, ahol a "Raw Deal" nevű szegmenst vezette. 2017-ben Mike Sexton távozása után a WPT fő kommentátori pozícióját vette át Vince Van Patten mellett.